# Raveniopsis linearis
Raveniopsis linearis là một loài thực vật có hoa trong họ Cửu lý hương. Loài này được (Gleason) R.S.Cowan miêu tả khoa học đầu tiên năm 1960.